# Dzvenîhorod, Borșciv
Dzvenîhorod (în ucraineană Дзвенигород) este un sat în comuna Urojaine din raionul Borșciv, regiunea Ternopil, Ucraina.

## Demografie
Componența lingvistică a localității Dzvenîhorod
     Ucraineană (99,63%)
     Alte limbi (0,37%)
Conform recensământului din 2001, majoritatea populației localității Dzvenîhorod era vorbitoare de ucraineană (99,63%), existând în minoritate și vorbitori de alte limbi.